# Neosartorya fennelliae
Neosartorya fennelliae är en svampart som beskrevs av Kwon-Chung & S.J. Kim 1974. Neosartorya fennelliae ingår i släktet Neosartorya och familjen Trichocomaceae.   Inga underarter finns listade i Catalogue of Life.